# Korunk Könyvek
Korunk Könyvek könyvsorozat, amelyet a Kriterion Könyvkiadó 1972-ben indított. 1982-ig élt ezen a címen, 1983-tól Századunk címen jelent meg.

## A sorozat célja
4-5 ív terjedelmű köteteiben hazai és külföldi szerzők felvonultatásával a kiadó általános kitekintést kívánt nyújtani századunk természet- és társadalomtudományos, valamint műszaki gondolkodására. Fő jellemzője – amint maguk a szerkesztők írják – "egy sajátos interdiszciplináris szemléletmód meghonosítása, nem pedig a szűken értelmezett tudománynépszerűsítés".

## A sorozat szerkesztése, címváltozás
A kiadót a témák és művek kiválasztásában, felülbírálásában négytagú szerkesztőbizottság segítette (Dankanits Ádám, Kapusy Antal, Szabó T. E. Attila, Toró Tibor, majd Dankanits halála után Ágoston Hugó). 1982-ben a sorozat elnevezése Századunkra változott, ezzel együtt sorozatborítója is megújult, s módosult szerkesztőbizottsága is (Aradi József, Molnár Gusztáv, Imreh Sz. István bevonásával).

## A kiadványokról
A szerzői névsorban olyan nemzetközileg elismert tudósok szerepelnek, mint Marx György, Szent-Györgyi Albert, Jean Piaget, Robert Escarpit, Selye János, Louis Althusser, V. A. Hambarcumján, Stanisław Lem, Stéphane Sarkany, Mircea Malița, Bay Zoltán, Joseph Needham.
A hazai szerzők közül például Balázs Sándor, Cs. Gyimesi Éva, Kapusy Antal, Fülöp Géza, Semlyén István, Nagy Miklós, Szabó T. E. Attila, Lazányi Endre, Módy Jenő, Toró Tibor, Tompa Gábor, Bíró Béla kötetei jelentek meg e sorozatban.
Néhány tematikus tanulmánykötet a kortárs építőművészet, irodalomszemiotika, filmművészet, rendszerelmélet, ökológia, kozmikus kommunikáció problémavilágába vezette be az olvasót. A sorozatban 1992-ig összesen 48 kötet látott napvilágot közel 200 000 példányban.

## A Korunk Könyvek sorozat kötetei
- Apostol, Pavel: Embertervezés 2000-re, 1972
- Marx György: Gyorsuló idő, 1972
- Vekerdi László: A matematikai absztrakció történetéből, 1972
- Escarpit, Robert: A könyv forradalma, 1973
- Fülöp Géza: Ember és információ, 1973
- Piaget, Jean: Az értelmi fejlődés társadalmi tényezői, 1973
- Szent-Györgyi Albert: Az élő állapot, 1973
- Kapusy Antal: Az öregedés tudománya, 1974
- Semlyén István: Védekező tudomány, 1974
- Molnár Gusztáv - Török László (szerk.): Látvány és valóság (Tanulmányok a filmművészetről), 1974
- Nagy Miklós: Pillantás a világ mezőgazdaságára, 1975
- Betekintés korunk építőművészetébe (tanulmányok), 1975
- Selye János: Bonckés alatt a kutatás, 1975
- Szabó T.E. Attila: Szerkezetek és rendszerek a növényvilágban, 1975
- Rendszerelméleti tanulmányok, 1975
- Steinmetz József, Dr.: Az alkalmazkodás határai, 1976
- Stilisztikai tanulmányok, 1976
- Althusser, Louis: Olvassuk Marxot (tanulmányok), 1977
- Lem, Stanisław: Summa technologiae, 1977
- Niederkorn János: A változó energia, 1977
- Vincze János; Vincze Mária: Kibernetika - idegrendszer - számítógép, 1977
- Hambarcumján, V.A.: Fejlődő világegyetem (tanulmányok), 1978
- Gánti Tibor, Dr.: Az élet princípiuma, 1979
- Irodalomszemiotikai tanulmányok, 1979
- Fizika és megismerés (tanulmányok), 1979
- Sarkany, Stéphane: Az irodalomelmélet mint társadalomtudomány, 1979
- Semlyén István: Hétmilliárd lélek, 1980
- Ökológiai tanulmányok, 1980
- Malița, Mircea: A gondolkodás új útjai (tanulmányok), 1981
- Módy Jenő: Az egészség és betegség határán, 1981
- Irodalomtudományi és stilisztikai tanulmányok, 1984

## A Századunk sorozat kötetei
- Balázs Sándor: Tavaszy Sándor filozófiája, 1982
- Fábián Ernő: A tudatosság fokozatai, 1982
- Csoóri Sándor: Tenger és diólevél, 1982
- Orbán László: Életterünk, a légkör, 1982
- Toró Tibor: Kvantumfizika, művészet, filozófia, 1982
- Kozmikus társkeresés (cikkek, tanulmányok), 1983
- Lazányi Endre: Átöröklés és evolúció, 1983
- Játékperiszkóp (tanulmányok), 1983
- Bíró Béla: A tragikum tragédiája, 1984
- Molnár Gusztáv: Ó, Anglia, Anglia, 1984
- Needham, Joseph: Kína öröksége, 1984
- Bay Zoltán: A holdvisszhangtól az új máterig, 1985
- Szász János: A színhely és a tettes, 1985
- Cosma, Doru: Bruno és Galilei, 1986
- Csányi Vilmos: Az evolúció általános elmélete, 1986
- Ember és világ (tanulmányok a hitől), 1986
- Komjátszegi Sándor: Tudat és valóság, 1986
- Tompa Gábor: A hűtlen színház, 1987
- Enescu, Radu: Eszmék és stílusok (esszék), 1989
- Tény és való (tudományelméleti tanulmányok), 1989
- Cs. Gyímesi Éva: Gyöngy és homok, 1992